# Élections municipales de 2017 à Gatineau
Les élections municipales de 2017 à Gatineau se déroulent le 5 novembre 2017.

## Résultats[1]

### Mairie
- Maire sortant : Maxime Pedneaud-Jobin

| Parti                             | Parti                             | Candidats                         | Voix    | %     |
| --------------------------------- | --------------------------------- | --------------------------------- | ------- | ----- |
|                                   | Action Gatineau                   | Maxime Pedneaud-Jobin             | 33 537  | 45,14 |
|                                   | Indépendant                       | Denis Tassé                       | 22 295  | 30,01 |
|                                   | Indépendant                       | Sylvie Goneau                     | 12 964  | 17,45 |
|                                   | Indépendant                       | Clément Bélanger                  | 3 739   | 5,03  |
|                                   | Indépendant                       | Rémi Bergeron                     | 1 761   | 2,37  |
|                                   |                                   |                                   |         |       |
| Votes valides                     | Votes valides                     | Votes valides                     | 74 296  | 98,27 |
| Bulletins rejetés                 | Bulletins rejetés                 | Bulletins rejetés                 | 1 306   | 1,73  |
| Total                             | Total                             | Total                             | 75 602  | 100   |
| Abstention                        | Abstention                        | Abstention                        | 120 653 | 61,48 |
| Nombre d'inscrits / participation | Nombre d'inscrits / participation | Nombre d'inscrits / participation | 196 255 | 38,52 |

### Districts électoraux

#### Résumé
| Parti                             | Parti                             | Candidats                         | Voix    | %     | Sièges |
| --------------------------------- | --------------------------------- | --------------------------------- | ------- | ----- | ------ |
|                                   | Action Gatineau                   | 18                                | 27 122  | 38,71 | 6      |
|                                   | Indépendants                      | 29                                | 42 949  | 61,29 | 12     |
|                                   |                                   |                                   |         |       |        |
| Votes valides                     | Votes valides                     | Votes valides                     | 70 071  | 92,68 |        |
| Bulletins rejetés                 | Bulletins rejetés                 | Bulletins rejetés                 | 5 531   | 7,32  |        |
| Total                             | Total                             | Total                             | 75 602  | 100   | 18     |
| Abstention                        | Abstention                        | Abstention                        | 120 653 | 61,48 |        |
| Nombre d'inscrits / participation | Nombre d'inscrits / participation | Nombre d'inscrits / participation | 196 255 | 38,52 |        |

#### Résultats individuels
| Candidat | Candidat           | Parti           | Voix  | %       |
| -------- | ------------------ | --------------- | ----- | ------- |
|          | Audrey Bureau      | Indépendant     | 3 271 | 76,55 % |
|          | François Sylvestre | Action Gatineau | 835   | 19,54 % |
|          | David Inglis       | Indépendant     | 167   | 3,91 %  |
| Total    | Total              | Total           | 4 273 | 100%    |

| Candidat | Candidat            | Parti           | Voix  | %       |
| -------- | ------------------- | --------------- | ----- | ------- |
|          | Gilles Chagnon      | Indépendant     | 1 996 | 41,95 % |
|          | Véronic Boyer       | Action Gatineau | 1 643 | 34,53 % |
|          | Mamadou Garanké Bah | Indépendant     | 835   | 17,55 % |
|          | Roch Givogue        | Indépendant     | 284   | 5,97 %  |
| Total    | Total               | Total           | 4758  | 100%    |

| Candidat | Candidat                   | Parti           | Voix  | %       |
| -------- | -------------------------- | --------------- | ----- | ------- |
|          | Mike Duggan                | Indépendant     | 2 282 | 53,14 % |
|          | Richard M. Bégin (Sortant) | Action Gatineau | 2 012 | 46,86 % |
| Total    | Total                      | Total           | 4 294 | 100%    |

| Candidat | Candidat                  | Parti           | Voix                 | %                    |
| -------- | ------------------------- | --------------- | -------------------- | -------------------- |
|          | Maude Marquis-Bissonnette | Action Gatineau | Élue sans opposition | Élue sans opposition |
|          | Patrick Doyon             | Indépendant     | Candidature retirée  | Candidature retirée  |

| Candidat | Candidat                  | Parti           | Voix  | %       |
| -------- | ------------------------- | --------------- | ----- | ------- |
|          | Jocelyn Blondin (Sortant) | Indépendant     | 2 069 | 51,82 % |
|          | Mélisa Ferreira           | Action Gatineau | 1 924 | 48,18 % |
| Total    | Total                     | Total           | 3 993 | 100%    |

| Candidat | Candidat             | Parti           | Voix  | %       |
| -------- | -------------------- | --------------- | ----- | ------- |
|          | Isabelle N. Miron    | Action Gatineau | 2 356 | 52,25 % |
|          | Marc-André Pelletier | Indépendant     | 2 153 | 47,75 % |
| Total    | Total                | Total           | 4 509 | 100%    |

| Candidat | Candidat                   | Parti           | Voix  | %       |
| -------- | -------------------------- | --------------- | ----- | ------- |
|          | Louise Boudrias (Sortante) | Indépendant     | 2 527 | 65,35 % |
|          | Yolaine Ruel               | Action Gatineau | 1 340 | 34,65 % |
| Total    | Total                      | Total           | 3 867 | 100%    |

| Candidat | Candidat       | Parti           | Voix  | %       |
| -------- | -------------- | --------------- | ----- | ------- |
|          | Cédric Tessier | Action Gatineau | 1 199 | 44,03 % |
|          | Pierre Samson  | Indépendant     | 691   | 25,38 % |
|          | René Coignaud  | Indépendant     | 483   | 17,74 % |
|          | Marcel Pépin   | Indépendant     | 350   | 12,85 % |
| Total    | Total          | Total           | 2 723 | 100%    |

| Candidat | Candidat     | Parti           | Voix  | %       |
| -------- | ------------ | --------------- | ----- | ------- |
|          | Renée Amyot  | Action Gatineau | 3 038 | 56,76 % |
|          | Paul Loyer   | Indépendant     | 1 187 | 22,18 % |
|          | Denis Pageau | Indépendant     | 1 127 | 21,06 % |
| Total    | Total        | Total           | 5352  | 100%    |

| Candidat | Candidat         | Parti           | Voix  | %       |
| -------- | ---------------- | --------------- | ----- | ------- |
|          | Nathalie Lemieux | Indépendant     | 2 449 | 58,73 % |
|          | Yves Durand      | Indépendant     | 655   | 15,71 % |
|          | Mahmoud Rida     | Action Gatineau | 603   | 14,46 % |
|          | Charles Monette  | Indépendant     | 463   | 1,10 %  |
| Total    | Total            | Total           | 4 170 | 100%    |

| Candidat | Candidat                 | Parti           | Voix  | %       |
| -------- | ------------------------ | --------------- | ----- | ------- |
|          | Myriam Nadeau (Sortante) | Action Gatineau | 1 910 | 60,35 % |
|          | Michel St-Amour          | Indépendant     | 1 255 | 39,65 % |
| Total    | Total                    | Total           | 3 165 | 100%    |

| Candidat | Candidat                    | Parti           | Voix  | %       |
| -------- | --------------------------- | --------------- | ----- | ------- |
|          | Gilles Carpentier (Sortant) | Indépendant     | 2 569 | 65,92 % |
|          | Etienne Boulrice            | Action Gatineau | 1 328 | 34,08 % |
| Total    | Total                       | Total           | 3 897 | 100%    |

| Candidat | Candidat                   | Parti           | Voix  | %       |
| -------- | -------------------------- | --------------- | ----- | ------- |
|          | Daniel Champagne (Sortant) | Indépendant     | 3 148 | 71,11 % |
|          | Luc Gelinas                | Action Gatineau | 1 279 | 28,89 % |
| Total    | Total                      | Total           | 4 427 | 100%    |

| Candidat | Candidat         | Parti           | Voix  | %       |
| -------- | ---------------- | --------------- | ----- | ------- |
|          | Pierre Lanthier  | Indépendant     | 2 370 | 49,51 % |
|          | Romain Vanhooren | Action Gatineau | 1 913 | 39,96 % |
|          | Jacques Perrier  | Indépendant     | 504   | 10,53 % |
| Total    | Total            | Total           | 4 787 | 100%    |

| Candidat | Candidat                        | Parti           | Voix  | %       |
| -------- | ------------------------------- | --------------- | ----- | ------- |
|          | Jean-François LeBlanc (Sortant) | Indépendant     | 2 153 | 61,18 % |
|          | Aurèle Desjardins               | Action Gatineau | 1 366 | 38,82 % |
| Total    | Total                           | Total           | 3 519 | 100%    |

| Candidat | Candidat               | Parti           | Voix  | %       |
| -------- | ---------------------- | --------------- | ----- | ------- |
|          | Jean Lessard (Sortant) | Indépendant     | 2 184 | 47,46 % |
|          | Nathalie Lepage        | Action Gatineau | 1 294 | 28,12 % |
|          | Eric Bourgeau          | Indépendant     | 1 124 | 24,42 % |
| Total    | Total                  | Total           | 4 602 | 100%    |

| Candidat | Candidat                | Parti           | Voix  | %       |
| -------- | ----------------------- | --------------- | ----- | ------- |
|          | Marc Carrière (Sortant) | Indépendant     | 2 589 | 67,21 % |
|          | Alain Bergeron          | Action Gatineau | 901   | 23,39 % |
|          | Ghislain Larocque       | Indépendant     | 362   | 9,40 %  |
| Total    | Total                   | Total           | 3 852 | 100%    |

| Candidat | Candidat                    | Parti           | Voix  | %       |
| -------- | --------------------------- | --------------- | ----- | ------- |
|          | Martin Lajeunesse (Sortant) | Action Gatineau | 2 181 | 56,17 % |
|          | Edmond Leclerc              | Indépendant     | 1 702 | 43,83 % |
| Total    | Total                       | Total           | 3 883 | 100%    |